# ベレッタM950
ベレッタM950 (Beretta M950) は、イタリアの銃器メーカーであるピエトロ・ベレッタ社が開発した小型の自動拳銃である。
ポケットにすっぽり入る大きさで、主に護身用に使われた。
口径は6.35mm×16(.25ACP弾)、装弾数はシングルカラムマガジンによる8+1発である。また、.22ショート弾を使用するモデルもあり、こちらの装弾数は6+1発である。

## 特徴

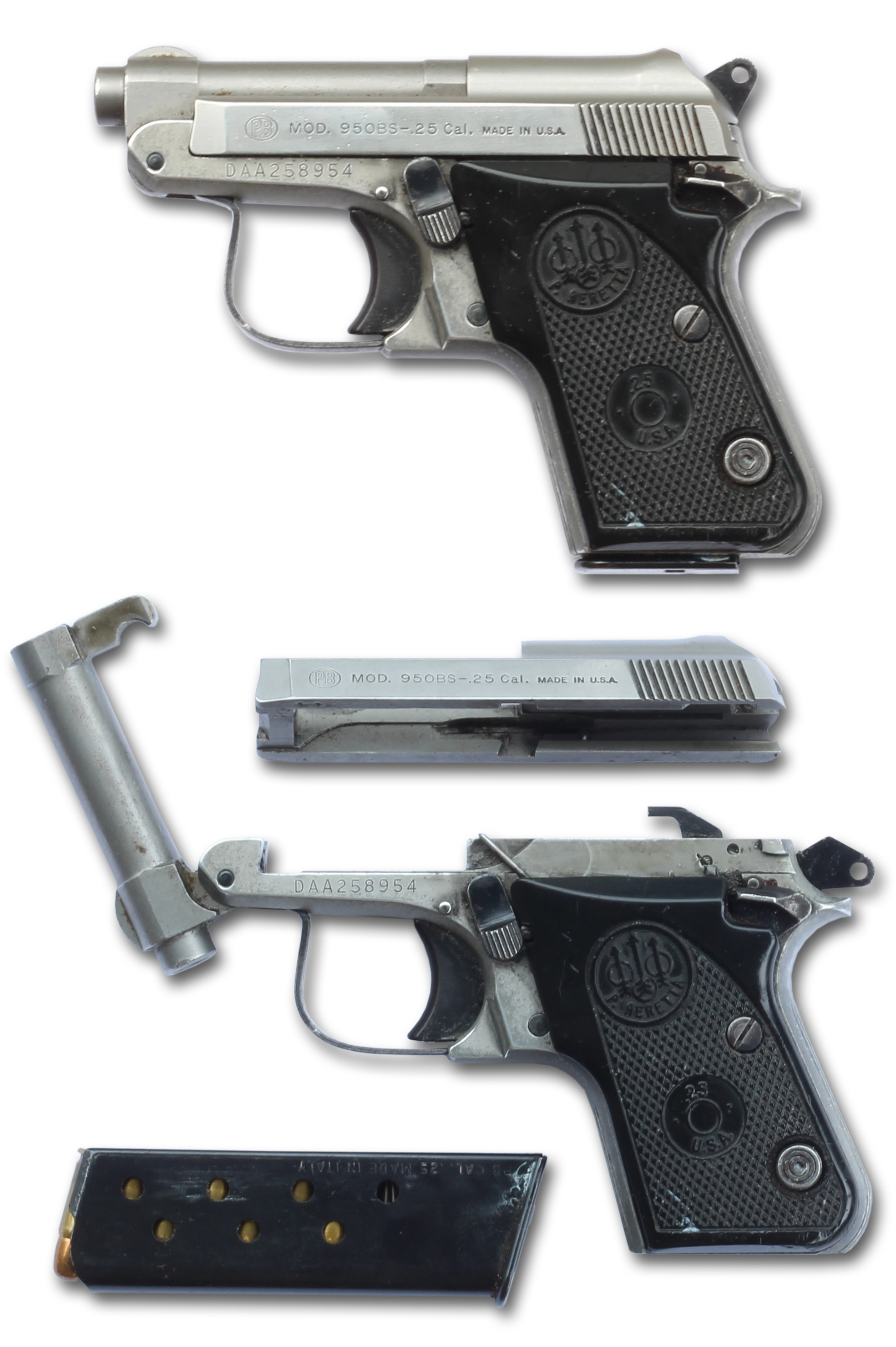
950Bにマニュアルセーフティを追加した「950BS」のステンレスモデル。スライドを取り外す際にはここまで銃身を起こす。

フレームにはアルミ合金が使われており、軽量化が図られている。
チップアップという特殊な形式を採用しており、トリガー脇のレバーを回転させると、銃口付近を軸に銃身が跳ね上がる。本銃はエキストラクターやスライドストップを持たないが、チップアップによってチャンバーを露出させ、手で弾薬を出し入れできる仕組みとなっている。またリコイルスプリングは小型化のために、一般的なコイルばねではなくグリップに内蔵されたねじりコイルばねを使用している。このリコイルスプリングは元々2本で、1本にまとめたマイナーチェンジ機種の「950B」が存在する。トリガーガードは板ばねを成形した単純な形状で、この板ばねの力でチップアップの際に銃身を跳ね上げる。
なお、ベレッタ社は他に小型拳銃として、21ボブキャットや3032トムキャット等のモデルを発売している。本銃がシングルアクションなのに対して、両モデルともシングル/ダブルアクションである。